# Por Arriesgarnos
Por Arriesgarnos – trzeci i ostatni singel promujący album Jennifer Lopez – Como Ama una Mujer. W piosence występuje także Marc Anthony.

## Informacje
Piosenka znajduje się na końcu jednego z odcinków "Como Ama Una Mujer".

## Teledysk
Teledysk miał premierę na Primer Impacto i został wyreżyserowany przez Kevina Meléndeza. Został wydany 5 grudnia 2007.